# 今村光一
今村 光一（いまむら こういち、1935年2月14日 - 2003年）は、日本の死生・健康問題著作家、心霊主義者。

## 来歴
東京市大森生まれ。1955年早稲田大学文学部英文科中退。
死後の世界や生まれ変わりを信じる立場からの文筆活動と、健康・ガンに関する民間療法の著作、翻訳を行ったほか、千葉県で有機農法を営んだ。
オフィス今村（現在の自健会）主宰、月刊「ヘルスレター」を発行などを手掛けた。

## 著書
- 『不動産売買・貸借の手引き 失敗しない売買貸借の仕方』（永岡書店） 1970
- 『税金はこうして安くする 経営に強くなる税法入門』（永岡書店） 1971
- 『死後の謎に挑む』（日本文芸社） 1980
- 『霊魂転生の旅』（日本文芸社） 1981
- 『働き盛りの栄養学 ガン,心臓病,脳卒中,ノイローゼを防ぐ食事バランス』（経済界、リュウブックス） 1982
- 『生まれ変わりの瞬間』（叢文社、生命の正体を探るもう一つの科学シリーズ） 1984
- 『男がグングン強くなる』（講談社オレンジバックス） 1984
- 『死後・もう一つの世界の謎』（こう書房、Kou books、おとなのうんちく読本） 1984
- 『食の管理学 医者にも治せない「食原病」に打ち克つ法』（東都書房、日刊ゲンダイbook） 1984
- 『ガン奇跡の栄養療法 末期患者も治った!』（東都書房） 1986
- 『自然派今村おじさんの現代食養生訓』（徳間書店） 1988
- 『この病気はこの療法で治せ ガンやアレルギーにも打ち勝つ"栄養療法"の秘密』（ぴいぷる社） 1989
- 『ガン勝利者25人の証言 私は栄養療法でガンを治した』（主婦の友社） 1990
- 『死後の世界の謎と不思議 超心理学・医学が実証する心霊現象の秘密』（日本文芸社 にちぶん文庫） 1992
- 『霊魂は必ず生まれ変わる! 解き明かされた前世と転生の秘密』（日本文芸社、にちぶん文庫） 1994
- 『ガンを制したコントレラス療法の実証報告 遂にアメリカ国立ガン研究所が乗り出した衝撃のレポート』（経済界、タツの本） 1995
- 『ガンに効くリトリール』（経済界、タツの本） 1999
- 『ガン勝利者25人の証言 栄養療法でガンを治した!』（中央アート出版社） 2000
- 『キレない子どもを作る食事と食べ方』（主婦の友社） 2001

## 翻訳
- 『今の食事が子どもを狂わせる アメリカ上院栄養問題特別委レポートが警告』（小野寺暁子共著、主婦の友健康ブックス） 1884
- 『死者は生きている』（オリバー・ロッジ、抄訳・編、叢文社） 1975
- 『知覚の扉・天国と地獄』（オルダス・ハックスレー、河出書房新社） 1976
- 『前世を記憶する20人の子供』（イアン・スティーヴンソン編、叢文社） 1977 - 1978
- 『いまの食生活では早死にする 自分の健康を守る指針の公開 アメリカ上院栄養問題特別委員会レポート』（アメリカ上院栄養問題特別委員会編、監訳、経済界、リュウブックス） 1981
- 『巨大霊能者の秘密 スウェデンボルグの夢日記 1743.7.21 - 1744.10.27』（叢文社） 1982
- 『開かれた霊界の扉』（J・H・ハイスロップ、編訳、叢文社） 1982
- 『人類2001年の悪夢 その時、人口・食糧・資源・環境・気象はどうなる』（監訳、経済界、リュウブックス） 1983
- 『霊感者スウェデンボルグ その心理学的・心霊科学的探究』（ウィルソン・ヴァン・デュセン、日本教文社） 1984
- 『核戦争の後 アメリカ下院科学技術委員会レポートより』（訳編、サンケイブックス） 1985
- 『人類の運命を読む エドガー・ケイシー最後の警告』（ライテル・ウェッブ・ロビンソン、中央アート出版社） 1985
- 『ガンはビタミンで治る プラサド博士の最新医療レポート 栄養療法医学が実証した驚くべき新事実』（ケダール・N・プラサド、監訳、経済界、タツの本、Ryu books） 1985
- 『スウェデンボルグの霊界からの手記 私は生きながら死後の世界を見てきた』（正続　抄訳・編 経済界 リュウブックス） 1986
- 『超能力大全 超人博士のサイキック自叙伝』（アレックス・タナウス、徳間書店） 1986
- 『私は前世の秘密を知った エドガー・ケイシー転生の証明』（ノエル・ラングレイ、ヒュー・リン・ケイシー編、中央アート出版社） 1986
- 『あなたもケイシーになれる』（ハーバート・B・パーヤー、中央アート出版社、心霊科学名著シリーズ） 1987
- 『性と霊魂の旅』（ハーバート・B・パーヤー、中央アート出版社、心霊科学名著シリーズ） 1987 ‐ 1988
- 『ベルサイユ・幽霊の謎 世界3大幽霊話1』（E・モリソン, F・ラモント、中央アート出版社） 1987
- 『エドガー・ケイシーの家庭と結婚 男と女の神秘を探る』（グラディス・T＆ウィリアム・A・マックギャレイ、中央アート出版社、心霊科学名著シリーズ） 1988
- 『巨人・スウェデンボルグ伝 科学から霊的世界までを見てきた男』（サイン・トクスヴィグ、徳間書店） 1988
- 『ガン栄養療法入門 英国ブリストル病院の奇跡 食事指導で末期患者も治す!』（ブレンダ・キッドマン、徳間ブックス） 1989
- 『ガン食事療法全書』（マックス・ゲルソン、徳間書店） 1989
- 『ストレンジ・ワールド 「ミステリー・ゾーン」は実在する!』（フランク・エドワーズ、中場一典共訳、草輝出版） 1989
- 『人類はいつまで生き残れるか 米国政府特別調査報告が証す恐るべきデータ 2001年の地球危機全予測』（監訳、経済界、タツの本、Ryu books） 1990
- 『ストレンジ・ワールド』part 2‐3（フランク・エドワーズ、松岡敬子共訳、曙出版） 1990 ‐ 1991
- 『あなたは死に急いでいる。 人間の寿命、120歳の実証 ボルツ博士の臨床報告』（ウォルター・M・ボルツ、経済界） 1991
- 『自然な療法のほうがガンを治す アメリカ議会ガン問題調査委員会[OTA]レポート 食事・栄養・免疫・薬草・心理・行動療法』（編訳 徳間ブックス） 1991
- 『スウェデンボルグの「霊界」 死後の"生"と"最期の審判"』（ヒューゴ・Lj・オードゥナー、徳間書店） 1993
- 『世紀末の最終大予言 戦慄の2000年 ノストラダムス、エドガー・ケーシー、ヨハネ黙示録など多くの予言書に驚くべき一致点が!』（タッド・マン、ロングセラーズ、ムックの本） 199
- 『S.ブラウアーの生ジュース体質改善法 いままでの方法はまちがいだらけ』（ステフェン・ブラウアー、経済界、タツの本、Ryu books） 1994
- 『鮫の軟骨がガンを治す 副作用のない自然な療法がついに登場!』（ウィリアム・レーン, リンダ・コーマック、徳間ブックス） 1994
- 『世界最古の原典・エジプト死者の書 古代エジプト絵文字が物語る6000年前の死後の世界』（ウォリス・バッジ編、編訳、たま出版、たまの新書） 1994
- 『よい脂肪悪い脂肪 ガン・成人病を撃退する』（ジョン・フィネガン、徳間書店） 1995
- 『栄養療法事典 完訳 病気を食事と栄養で治す自然な療法』（メルビン・ウァーバック、オフィス今村） 1996
- 『ガンは栄養療法で治る 現代医学ではガン細胞の増殖を抑えられない!』（パトリック・クイリン、中央アート出版社） 1996
- 『第三の医学』（メルビン・ウァーバック、日本評論社） 1996
- 『医者も知らないホルモン・バランス 自然なプロゲステロンが女性の一生の健康を守る!』（ジョン・R・リー、オフィス今村） 1997
- 『エドガー・ケイシー 性と人間 セックス・ライフ革命!』（ハーバート・B・パーヤー、中央アート出版社、心霊科学名著シリーズ） 1997
- 『完全栄養食ガイド 必須栄養素「オメガ - 3」が現代病を治す!』（ドナルド・ラディン, クララ・フェリックス共著、訳編、オフィス今村） 1997
- 『ケイシーへの挑戦』（ハーバート・B・パーヤー、中央アート出版社、心霊科学名著シリーズ） 1997
- 『危険な油が病気を起こしてる 現代風食用油製造の内幕を暴く』（ジョン・フィネガン、オフィス今村） 1998
- 『霊感者スウェデンボルグ その心理学的・心霊科学的探究』（ウィルソン・ヴァン・デュセン、サンマーク文庫） 1998
- 『万能のハーブ「イチョウ葉」エキス 体と脳を若々しくする!』（G・S・ロスフェルド, S・レバート、オフィス今村） 1999
- 『医者も知らない自然なホルモン 副作用なしに病気を治す「自然なホルモン」の補給法!』（D・ブラウンスタイン、中央アート出版社） 2000
- 『続・医者も知らないホルモン・バランス 自然なプロゲステロンが女性の健康を守る!』（ジョン・R・リー他、伊藤由紀子共訳、オフィス今村） 2000
- 『エドガー・ケイシーのしあわせな結婚理想の家庭』（ウィリアム・A＆グラディス・T・マックギャレイ、中央アート出版社） 2000
- 『オーレユーロペンの奇跡 21世紀の超抗生物質の驚異の効果』（M・ウォーカー、オフィス今村） 2000
- 『医者も知らない甲状腺異常症候群 あなたの病気は見逃されている!』（B・O・バーンズ、オフィス今村） 2001